# Акиф Пиринчи
Акиф Пиринчи (на турски: Akif Pirinçci, правилен правопис на фамилията Пиринчджи) е германски писател от турски произход, спечелил международна известност със своя роман „Котки“.

## Биография
Пиринчи е роден на 20 октомври 1959 г. в Истанбул, Турция, но емигрира с родителите си в Германия през 1969 г.
Пише от ранна възраст и публикува първия си роман на 21-годишна възраст, през 1980 г. Втората му литературна творба е „Котки“ – криминален роман, в който главните герои са котки. Романът е преведен на 17 езика и става международен бестселър. Впоследствие Пиринчи пише още няколко книги, продължения на „Котки“. През 1994 г. в Германия е направен анимационен филм по романа „Котки“, като Пиринчи е съавтор на сценария.
Освен серията „Котки“ Пиринчи е публикувал и няколко романа с друга тематика, които не постигат такава популярност.
Понастоящем Пиринчи живее в Бон, бившата столица на Западна Германия.

## Творби
- Tränen sind immer das Ende (1980)
- Felidae (1989) – „Котки“
- Der Rumpf (1992)
- Francis. Felidae II (1993)
- Felidae – анимационен филм (сценарий) (1994)
- Yin (1997)
- Cave Canem. Felidae III (1999)
- Die Damalstür (2001)
- Das Duell. Felidae IV (2002)
- Salve Roma! Felidae V (2004)